# Gare de Marolles-en-Hurepoix
Gare de Marolles-en-Hurepoix – stacja kolejowa w Marolles-en-Hurepoix, w departamencie Essonne, w regionie Île-de-France, we Francji.
Jest przystankiem Société nationale des chemins de fer français (SNCF), obsługiwanym przez pociągi Réseau express régional d'Île-de-France linii C.
Rocznie z usług przystanku skorzystało 1 171 800 pasażerów.

## Położenie
Znajduje się na km 36,107 linii Paryż – Bordeaux, pomiędzy stacjami Brétigny i Bouray, na wysokości 87 m n.p.m.

## Linie kolejowe
- Paryż – Bordeaux